# Жив дявол
„Жив дявол“ (на английски: The Devil's Own) е американски екшън трилър от 1997 г. с участието на Харисън Форд и Брад Пит. Той е последният филм на режисьора Алън Пакула, който умира следващата година, и последният филм на оператора Гордън Уилис, който се пенсионира след това.